# Ingenheim
Ingenheim é uma comuna francesa na região administrativa de Grande Leste, no departamento Baixo Reno. Estende-se por uma área de 5,38 km². Em 2010 a comuna tinha 332 habitantes (densidade: 61,7 hab./km²).